# Storspigg
Storspigg (Gasterosteus aculeatus) är en taggfenig fisk i familjen spiggar.

## Utseende
Storspiggen kan bli upp till 10 centimeter lång. Störst blir de individer som lever i saltvatten. Framför den mjuka ryggfenan finns 2 till 4 (oftast 3) taggar.
Ovansidan är gröngrå och sidorna silverfärgade. Vissa populationer kan vara påtagligt mörkt färgade, mer eller mindre svarta. Under lektiden blir hanarna klarröda och/eller blåglänsande på haka, buk, nertill på sidorna samt i ögat. 
Kroppen är täckt av smala, benlika plattor.

## Utbredning
Storspiggen förekommer i Europa från Svarta havet, norra sidan av Medelhavet, längs kusten över Brittiska öarna, in i Östersjön, längs Norges kust till Murmanskområdet. Också runt Island och Grönlands sydspets. I Asien från Korea och Japan till Tjuktjien. I Nordamerika dels längs Alaskas västkust ner till norra Kalifornien, dels längs östkusten från Labrador till Virginia.

## Ekologi
Arten förekommer i åar, sjöar samt bräckt och salt vatten. Det förekommer även att den vandrar mellan sött och salt vatten. Storspiggen föredrar grunda regioner med mjuka bottnar (sand eller gyttja) och mycket växtlighet. Den lever normalt i stim utom under lektiden. Den äter huvudsakligen bottenlevande kräftdjur och andra ryggradslösa djur, vatteninsekter samt fiskyngel. I Östersjön konkurrerar den med abborre och gädda i yngre stadier om födoresursen och ökad förekomst av storspigg där tycks ha trängt undan abborre och gädda på sina håll längs kusterna. Storspiggen blir högst fyra år gammal.

### Fortplantning

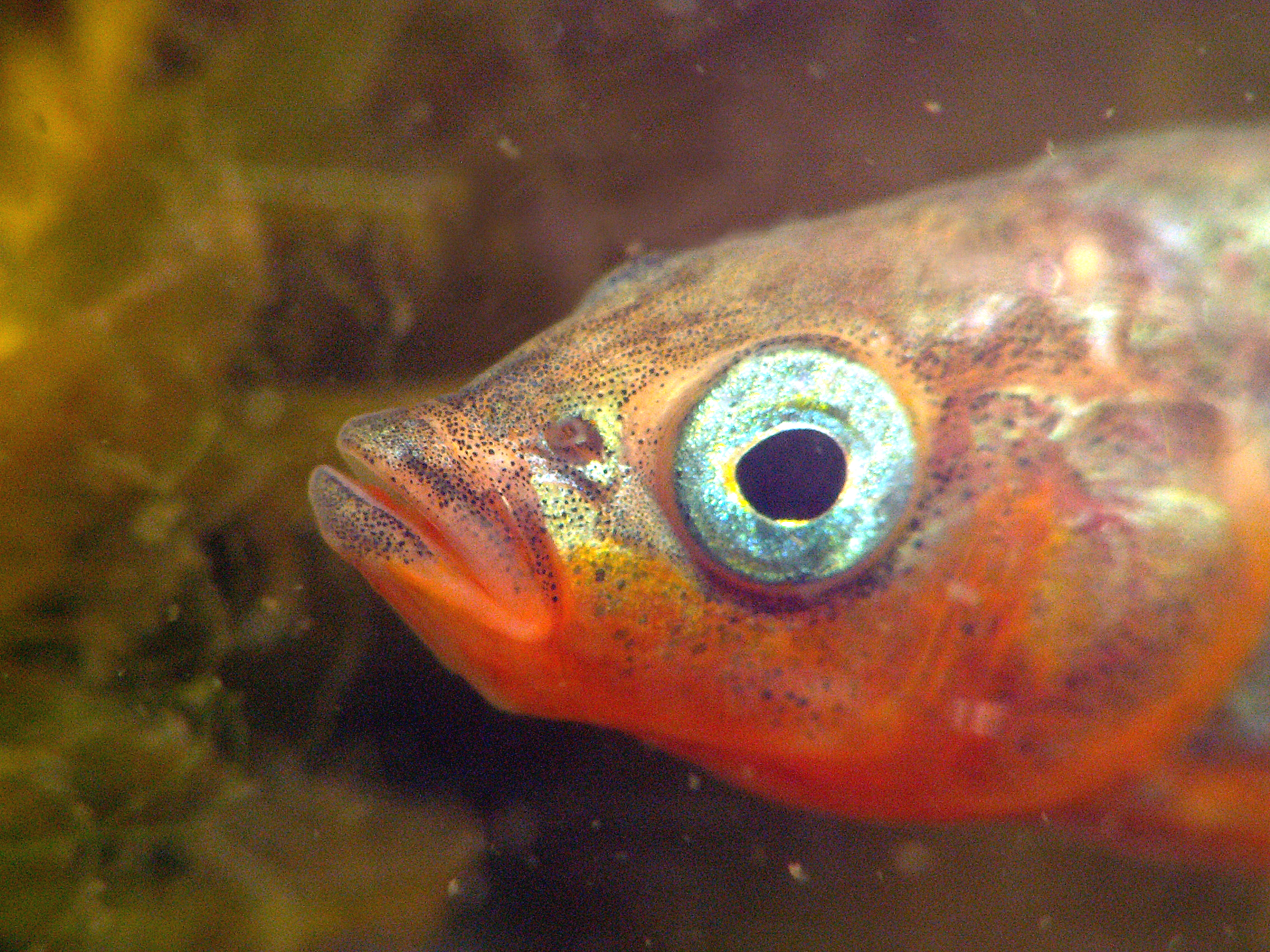
Storspigghane i lekdräkt med blått öga och rött hakparti

Lektiden infaller under vår och tidig sommar. Hanen bygger ett näste av vattenväxter på bottnen. Han hävdar ett revir kring nästet, och lockar äggstinna honor att lägga ägg i det. Efter äggläggningen kör han bort honan. En hona kan lägga upp till 400 ägg. men flera honor kan inbjudas till nästet, som kan rymma över 1000 ägg. Hanen vaktar och ventilerar nästet, plockar bort obefruktade ägg, och försvarar det frenetiskt. Äggen kläcks efter 1 till 2 veckor. Hanen vaktar ungarna i någon vecka, varefter de sprids i vegetationen. Den blir könsmogen vid omkring ett års ålder.

## Bygdemål
I norra Halland har den dialektalt enligt Rietz kallats för Hundagädda. Rietz hänvisar dock enbart till släktet Gasterosteus, men anger ingen art. Möjligen kan benämningen alltså generellt ha använts för flera arter inom släktet.